# François Delaroche
Dr. François-Etienne Delaroche (o François De la Roche) (1781 - 1813 ) fue un médico, y botánico suizo, aborigen de Ginebra.
Era hijo de Michel (1700-1782), negociante en velas, burgués de Ginebra, y de Anne Monthion (1702-1773).
Estudia Medicina en Ginebra y en Leiden, obteniendo su grado de doctor en Edimburgo, en 1801, para ejercer en Ginebra. Muere Francisco, en el año 1813, de tifus, y André Marie Constant Duméril se encarga de la clientela rica de su suegro, compuesto por familias de Suiza con sede en París.
Realizó varios viajes botánicos, especialmente durante seis meses por España, de octubre de 1807 a mayo de 1808, acompañando a Duméril en la visita de los jurados en Nantes en 1811.

## Algunas publicaciones
- 1781. Observations sur la vessie aérienne des poissons. xii + 199 [17] pp.
- edoardo Bérard, françois Delaroche. 1813. Mémoire sur la détermination de la chaleur spécifique des différents gaz

## Honores

### Eponimia
- (Crassulaceae) Rochea DC.[2]
- La abreviatura «F.Delaroche» se emplea para indicar a François Delaroche como autoridad en la descripción y clasificación científica de los vegetales.[3]